# Alfredo De Laurentiis
Alfredo Alferio Stefano De Laurentiis, noto anche con lo pseudonimo di Giorgio Herrman (Torre Annunziata, 17 gennaio 1924 – Roma, 17 novembre 1981), è stato un produttore cinematografico italiano.

## Biografia
Figlio di Aurelio e Giuseppina Salvatore, era il fratello minore di Dino e Luigi De Laurentiis. Battezzato il 20 gennaio presso la Chiesa dell'Annunziata, frequentò il ginnasio presso il Convitto nazionale Vittorio Emanuele II di Napoli a Piazza Dante.

Il 26 novembre 1949, nella Chiesa del Sacro Cuore del Suffragio di Roma sposò Delia Morra, dal cui matrimonio nacque il figlio Guido De Laurentiis. Successivamente si sposò con Maria Pia Federici da cui ebbe altri due figli, Roberto e Matteo. Come i fratelli, anche Alfredo si impegnò in campo cinematografico, sia come produttore che come direttore di produzione, collaborando anche con Carlo Ponti, in film in cui spesso il protagonista era Totò, tra cui Un turco napoletano, Il più comico spettacolo del mondo, Il medico dei pazzi, Totò e Carolina, Totò all'inferno e Siamo uomini o caporali.

Perse la vita il 17 novembre 1981 mentre, dall'abitazione di Casal Palocco si recava presso gli studi della Filmauro, sul set del film Più bello di così si muore di Pasquale Festa Campanile. Colto da un infarto mentre era alla guida, perse il controllo della vettura finendo in un canale irriguo di Via Cristoforo Colombo, dopo aver attraversato una siepe. Scoperto solo il giorno dopo da un addetto comunale della manutenzione stradale, in un primo momento la famiglia, risultato irreperibile, pensò si trattasse di un sequestro di persona.

## Filmografia

### Produttore

#### Cinema
- Un turco napoletano, regia di Mario Mattoli (1953)
- Il più comico spettacolo del mondo, regia di Mario Mattoli (1953)
- La nave delle donne maledette, regia di Raffaello Matarazzo (1953)
- Il medico dei pazzi, regia di Mario Mattoli (1954)
- Totò cerca pace, regia di Mario Mattoli (1954)
- Totò e Carolina, regia di Mario Monicelli (1955)
- Totò all'inferno, regia di Camillo Mastrocinque (1955)
- Siamo uomini o caporali, regia di Camillo Mastrocinque (1955)
- Destinazione Piovarolo, regia di Domenico Paolella (1955)
- Il coraggio, regia di Domenico Paolella (1955)
- Il maestro di Vigevano, regia di Elio Petri (1963)
- Lo straniero, regia di Luchino Visconti (1967)

### Direttore di produzione

#### Cinema
- Molti sogni per le strade, regia di Mario Camerini (1948)
- Totò al giro d'Italia, regia di Mario Mattoli (1948)
- I pompieri di Viggiù, regia di Mario Mattoli (1949)
- Il lupo della Sila, regia di Duilio Coletti (1949)
- Domani è un altro giorno, regia di Léonide Moguy (1951)
- Totò a colori, regia di Steno (1952)
- Miseria e nobiltà, regia di Mario Mattoli (1954)
- Gli innamorati, regia di Mauro Bolognini (1956)
- Uomini e lupi, regia di Giuseppe De Santis e Leopoldo Savona (1957)
- Amore a prima vista, regia di Franco Rossi (1958)
- La tempesta, regia di Alberto Lattuada (1958)
- La grande guerra, regia di Mario Monicelli (1959)
- Storie d'amore proibite (il cavaliere e la zarina) (Le secret du Chevalier d'Éon), regia di Jacqueline Audry (1959)
- Sotto dieci bandiere, regia di Duilio Coletti (1960)
- Tutti a casa, regia di Luigi Comencini (1960)
- Una vita difficile, regia di Dino Risi (1961)
- Il boom, regia di Vittorio De Sica (1963)
- Menage all'italiana, regia di Franco Indovina (1965)
- Waterloo, regia di Sergey Bondarchuk (1970)
- Il comune senso del pudore, regia di Alberto Sordi (1976)

#### Serie TV
- Odissea – serie TV, 8 episodi (1968)